# Dolmen von Fontenaille

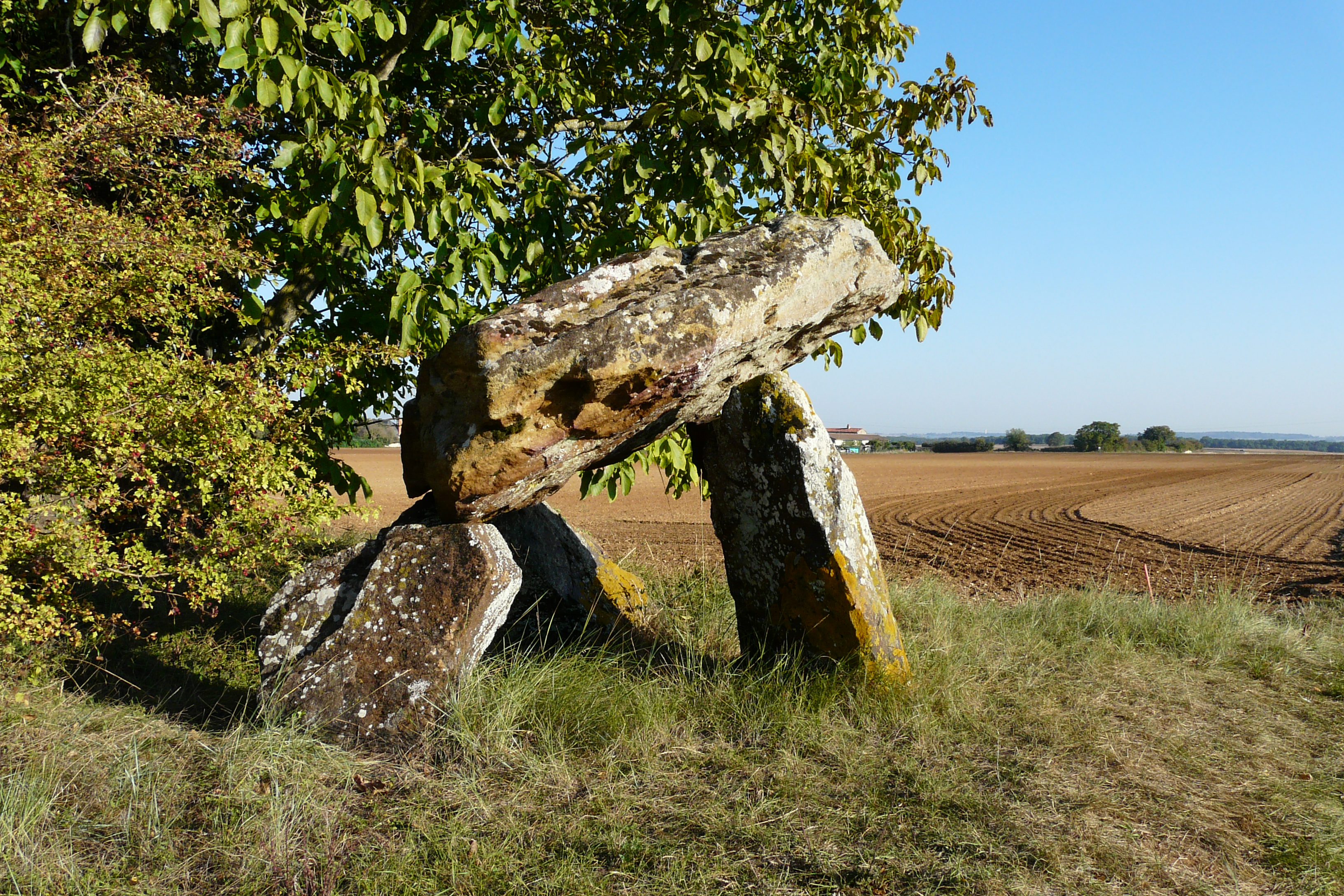
Dolmen von Fontenaille – das Bild gibt nicht das aktuelle Aussehen wieder

Der Dolmen von Fontenaille (auch Dolmen des Fontenaille oder Pierre de Liaigue genannt) liegt östlich von Champigny en Rochereau bei Poitiers im Département Vienne in Frankreich. Dolmen ist in Frankreich der Oberbegriff für neolithische Megalithanlagen aller Art (siehe: Französische Nomenklatur).
Der schräg aufliegende Deckstein hat eine Länge von 3,5 Meter, ist 2,5 Meter breit und 0,5 bis 0,6 m dick. Er liegt auf drei Tragsteinen aus Sandstein, die zerbrochen oder verstürzt sind.
Der Dolmen ist seit 1929 als Monument historique eingestuft. In der Nähe liegt der Dolmen de la Bie.